# Kenia na Zimowych Igrzyskach Olimpijskich 2018
Kenia na Zimowych Igrzyskach Olimpijskich 2018 – występ reprezentacji Kenii na igrzyskach olimpijskich w Pjongczangu w 2018 roku.
W kadrze znalazła się jedna zawodniczka – Sabrina Simader, która wystąpiła w narciarstwie alpejskim. Był to debiut reprezentacji Kenii w zawodach olimpijskich w narciarstwie alpejskim. Samider została jednocześnie pierwszą Kenijką startującą na zimowych igrzyskach olimpijskich.
Zawodniczka pełniła funkcję chorążego reprezentacji Kenii podczas ceremonii otwarcia igrzysk. Podczas ceremonii zamknięcia w roli tej wystąpił wolontariusz z komitetu organizacyjnego igrzysk. Reprezentacja Kenii weszła na stadion jako 70. w kolejności, pomiędzy ekipami z Kanady i Kosowa.
Był to 4. start reprezentacji Kenii na zimowych igrzyskach olimpijskich i 18. start olimpijski, wliczając w to letnie występy. Kenia powróciła na zimowe igrzyska po 12-letniej przerwie. W latach 1998–2006 kraj ten na zimowych igrzyskach reprezentował Philip Boit.

## Skład reprezentacji

### Narciarstwo alpejskie
| Konkurencja          | Zawodnik        | Przejazd 1 | Przejazd 1 | Przejazd 2 | Przejazd 2 | Czas łączny | Miejsce |
| Konkurencja          | Zawodnik        | Czas       | Miejsce    | Czas       | Miejsce    | Czas łączny | Miejsce |
| -------------------- | --------------- | ---------- | ---------- | ---------- | ---------- | ----------- | ------- |
| Slalom gigant kobiet | Sabrina Simader | 1:23,27    | 59.        | DNF        | DNF        | DNF         | DNF2    |
| Supergigant kobiet   | Sabrina Simader | —          | —          | —          | —          | 1:26,25     | 38.     |